# Prades-le-Lez
Prades-le-Lez è un comune francese di 4 636 abitanti situato nel dipartimento dell'Hérault nella regione dell'Occitania.

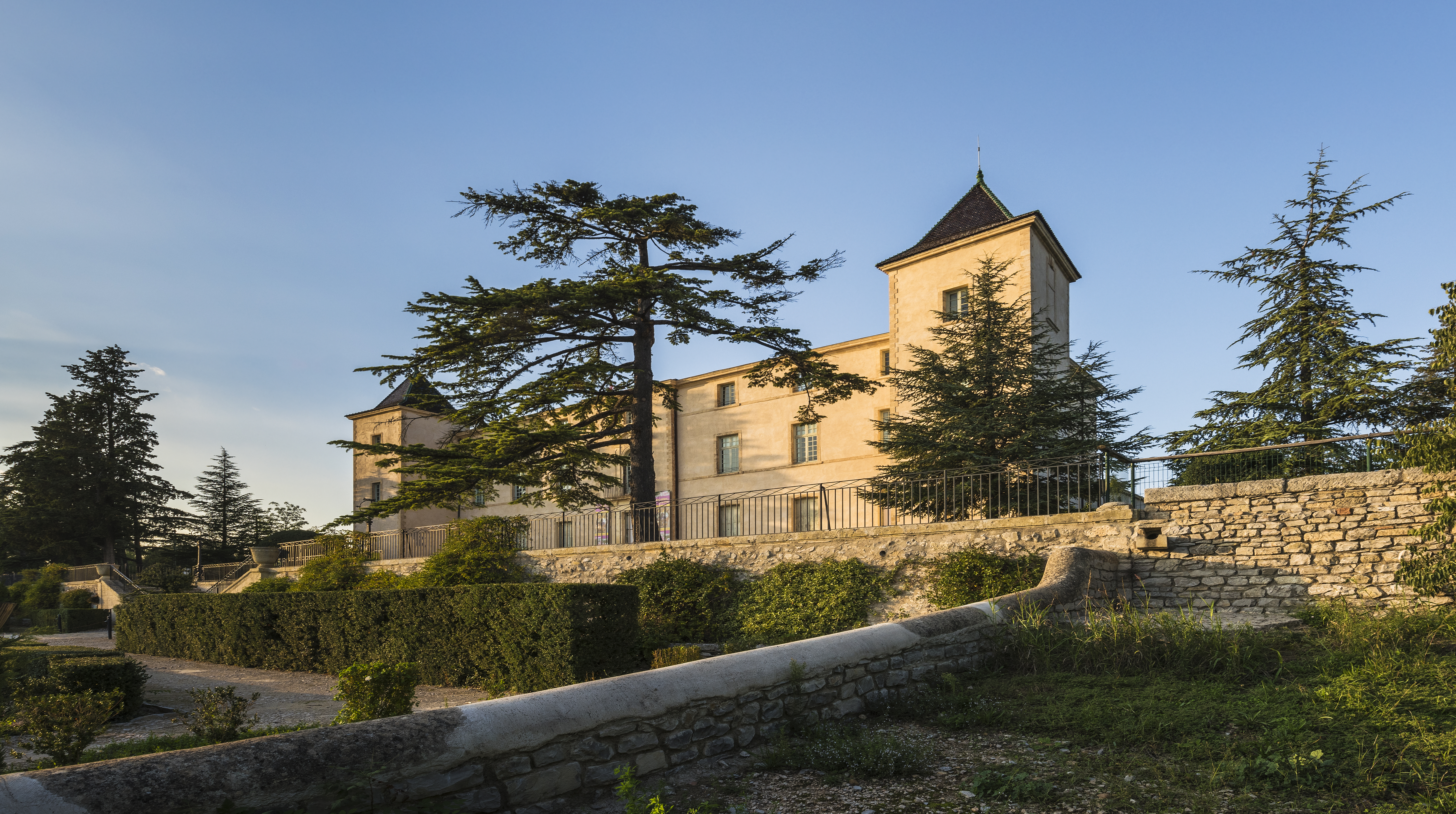

## Società

### Evoluzione demografica
Abitanti censiti